# Belchior Joaquim da Silva Neto
Dom Belchior Joaquim da Silva Neto, CM, (Araújos, 7 de novembro de 1918 – Belo Horizonte, 24 de maio de  2000), filho de Belchior Joaquim Zico e Anita Maria de Jesus, irmão de Dom Vicente Zico, CM, bispo católico. 2º Bispo da Diocese de Luz, Minas Gerais.
Dom Belchior foi ordenado padre no dia 8 de dezembro de 1945, em Petrópolis. Recebeu a ordenação episcopal no dia 24 de abril de 1960, em Belo Horizonte, das mãos de Dom João Resende Costa, SDB, Dom João Batista Cavati, CM e Dom José Lázaro Neves, CM.
Renunciou ao munus episcopal no dia 18 de maio de 1994.

## Ordenações episcopais
Dom Belchior Joaquim da Silva Neto foi o celebrante principal da ordenação episcopal de:
- Dom José Martins da Silva, SDN
- Dom José Elias Chaves Júnior, CM

Dom Belchior foi concelebrante da ordenação episcopal de:
- Dom Antônio Afonso de Miranda, SDN
- Dom José de Lima
- Dom José Martins da Silva, SDN
- Dom Vicente Joaquim Zico, CM
- Dom Sérgio Goretti
- Dom Giulio Sanguineti
- Dom Francesco Voto
- Dom Gregory O. Ochiagha
- Dom Anicetus Bongsu Antonius Sinaga, OFM Cap
- Dom Lucas Luis Dónnelly, O. de M.
- Dom Filippo Giannini
- Dom Ennio Appignanesi
- Dom Martino Scarafile
- Dom Alessandro Plotti
- Dom Waldemar Chaves de Araújo